# Arhetip (psihologie)
Arhetipurile sunt modele inițiale forme simbolice, imagini sau scheme înnăscute, exprimate în cultura popoarelor și a căror totalitate definește inconștientul colectiv (cf. Carl Gustav Jung).

## Reliefarea conținutului termenului „Arhetip”
Structurarea simbolică se află la rădăcina oricărei gândiri, iar această teorie este susținută de numeroasele preocupări și studii ale lingviștilor, filosofilor, antropologilor, etnologilor, istoricilor religiilor. Henri Bergson susține acel continuum al conștiinței concretizat prin imaginea – amintire; gândirea nu are alt conținut decât orânduirea imaginilor; Carl Gustav Jung spunea că orice gândire se sprijină pe imagini generale, arhetipurile, “scheme sau potențialități funcționale care modelează inconștient gândirea”, iar Jean Piaget, în La formation du symbole susține “coerența funcțională” a gândirii simbolice și a sensului conceptual, afirmând prin aceasta unitatea și solidaritatea tuturor formelor reprezentării. În cele din urmă, Gaston Bachelard, în Aerul și visele vede în imaginație acel principiu dinamic organizator, ea e forța dinamică ce deformează copiile pragmatice oferite de percepție, neuitând să amintească anterioritatea atât cronologică, cât și ontologică a simbolismului față de orice semnificație audio-vizuală.
Astfel, modelele transmise din trecutul cel mai îndepărtat nu dispar, nu-și pierd puterea de reactualizare, ele rămân valabile inclusiv în cazul conștiinței moderne, adevărat receptacul arhetipal, purtând inerent ființării sale aceste structuri imaginare colective. Imaginarul colectiv este cel care se structurează, conștient sau inconștient, pe toate compartimentele existenței noastre, gândirea simbolică fiind cosubstsanțială ființei noastre; ea precedă limbajul și gândirea discursivă, iar imaginea trebuie înțeleasă ca fascicol de semnificații, ireductibile la un singur plan.

## Vezi și
- Arhetip
- Element clasic
- Psihologie analitică